# Stonebridge Park (stanice metra v Londýně)
Stonebridge Park je stanice metra v Londýně, otevřená 15. června 1912. Za II. světové války stanice podlehla bombardování. Ve 40. letech stanici zasáhl oheň. Autobusové spojení zajišťují linky 112, 440 a 611. Stanice se nachází v přepravní zóně 3 a leží na lince:
- Bakerloo Line mezi stanicemi Harlesden a Wembley Central.

Od 24. září 1982 do 4. června 1984 byla konečnou této linky.
- Overground

| Rok  | Počet cestujících |
| ---- | ----------------- |
| 2011 | 2,59 mil          |
| 2012 | 2,48 mil          |
| 2013 | 2,54 mil          |
| 2014 | 2,61 mil          |